# Horn (märkisches Adelsgeschlecht)

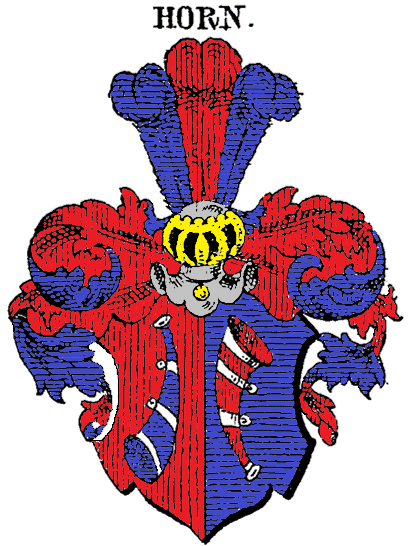
Wappen derer von Horn in Siebmachers Wappenbuch (nachkoloriert)

Horn ist der Name eines erloschenen märkischen Adelsgeschlechts.
Die Familie ist zu unterscheiden von einer Vielzahl anderer Geschlechter namens Horn (siehe Liste der Adelsgeschlechter namens Horn).

## Geschichte
Das Geschlecht saß schon 1430 auf Kirschbaum und 1500 zu Radach im Land Sternberg. Dort hatte es den größten Teil seines Besitzes, z. B. Malsow (urkundl. 1643), Schönow (1430–1738), Seeren (1545–1548), Selchow (1510–1696) und Wandern (1548–1589). Außerdem hatte es Wusterwitz (1551–1701) im Soldinschen. In dem zur Neumark gehörenden Dramburgischen Distrikt besaß es Schilde (1551–1584) und Virchow (1557–1619) am längsten. Die Linie zu Schilde erlosch um 1584. Die Wusterwitz-Schönbergische Linie bestand noch 1711 aus Nachkommen des Claus Ernst von Horn, der die Güter verkaufte. Im Großherzogtum Posen saß die Familie auf Neuhaus (1728). Schönow war noch 1738 in Händen der Familie, die kurz darauf ihren Grundbesitz vollständig verlor. Im 19. Jahrhundert galt das Geschlecht bereits als ausgestorben.

## Wappen
Blasonierung: Von Blau und Rot gespalten mit zwei Jagdhörnern in wechselnden Tinkturen, das im 2. Feld gestürzt. Auf dem Helm mit blau-roten Helmdecken drei Straußenfedern (blau-rot-blau).